# Serrat de les Serretes
El Serrat de les Serretes és un serrat del terme municipal de Conca de Dalt, antigament del d'Hortoneda de la Conca, situat en terres de l'antic poble d'Herba-savina.
És al sud d'Herba-savina, a la dreta del riu de Carreu. Discorre paral·lel al riu esmentat, a partir de l'extrem meridional del Serrat del Joquer.